# Maxmiliánův dvůr (Kopřivnice)
Maxmiliánův dvůr (německy Maxmilians Hof) se nacházel severně od Kopřivnice. Pojmenován byl po olomouckém arcibiskupovi Maxmiliánovi baronu Sommerau-Beckovi. 
Areál tvořilo několik staveb, které byly uspořádány v tvaru elipsy. Ze dvora směřovaly celkem tři cesty; do Drnholce, Kopřivnice a Sýkorce. Hlavní obytná budova se nacházela v severní/severozápadní části a z obou stran vycházela ve směru elipsy dvě křídla. Hospodářské budovy se poté nacházely v jihovýchodní části areálu. Doplňoval jej hlavní vstup s nápadným tympanonem. 
Dvůr se nacházel v prostoru Luhy a byl dokončen roku 1840. Financován byl z prostředků, které získala vrchnost z roboty a které se snažila na poslední chvíli zajistit výstavbou nemovitosti. O několik let později v nabídce pozemků neprojevilo místní obyvatelstvo zájem o jejich odkup a našel se nakonec movitější zájemce. Dvůr sloužil vrchnosti, resp. olomouckému arcibiskupovi. Ten některé pozemky, které vlastnil, a které přináležely k dvoru, pronajímal místním. V roce 1909 uvažovala rakousko-uherská vláda, že by zámeček odkoupila a přebudovala na státní hřebčín pro potřeby armády, nakonec ale z původního nápadu sešlo. 
Jednotlivé domy později zanikly, především samotný zámeček v severní části areálu. V jižní části však byly původní budovy upraveny, resp. vybudovány nové domy, které sledují stejnou obvodovou čáru, jako starý dvůr. V oblasti původní severozápadní části areálu se dnes nachází silnice č. II/480. 